# Boy Azooga
Boy Azooga je velšská indierocková hudební skupina z Cardiffu. Jejím frontmanem je Davey Newington (zpěv, kytara) a dále v ní hrají Sam Barnes (baskytara), Dylan Morgan (klávesy) a Dafydd Davies (bicí). První vystoupení měla kapela v prosinci 2016 v domovském Cardiffu. Své první album kapela vydala v červnu 2018 pod názvem 1, 2, Kung Fu! V listopadu toho roku bylo album oznámeno jako vítězná deska ocenění Welsh Music Prize. Roku 2018 kapela také vystupovala v pořadu Later... with Jools Holland.